# Мішши Юхма
Юхма Мішши (Мішші, офіційне ім'я — Михайло Миколайович Ільїн; 10 квітня 1936, Сугути, Батиревський район, Чуваська АРСР) — чуваський письменник, поет, драматург і перекладач, педагог. Народний письменник Чуваської Республіки (1993).
Закінчив Чуваський державний педагогічний інститут імені І. Я. Яковлєва, Вищі театральні курси при Московському інституті театрального мистецтва ім. А. В. Луначарського. Працював науковим співробітником чуваського республіканського краєзнавчого музею, учителем в Чебоксарській середній школі № 6, інспектором Радміну Чуваської АРСР, редактором чуваського книжкового видавництва, головним редактором газети «Вучах».
Друкуватися почав в 50-і рр. XX ст. в газеті «Авангард» рідного району.

Відомий як автор багатьох історичних романів і повістей, збірок легенд і оповідань, нарисів, драматичних і поетичних книг; досліджень з давньої та середньовічної історії, а також по фольклору і міфології чуваського народу.

Твори М. Юхми видані російською, чуваською та іншими мовами народів СРСР і зарубіжних країн.
 Працював також і в жанрі драматургії. На сценах театрів ряду країн світу (Азербайджану, Литви, України, Казахстану, Австрії, Кореї та ін.) поставлені близько тридцяти його п'єс, в тому числі такі як «В ніч повного місяця», «Фундамент», «Пір'я білого лебедя», «Солом'яний хлопчик», "Тісто-богатир ", « Чоловік і дружина — одна сатана», « Як потрапити в рай», «Сльози богів». За його творами створені опери і балети, які поставлені на сценах великого числа театрів. На слова М. Юхми складено безліч пісень, які співаються донині.